# Tinco (tengwar)
Tinco es la primera letra y la más simple del sistema de escritura que inventó J. R. R. Tolkien en sus obras como El Señor de los Anillos conocido como Tengwar.
Tiene su tallo(telco) alzado y un solo arco (lúva)(abierto).
En el Alfabeto Fonético Internacional es la Oclusiva alveolar sorda, que en castellano es "t"

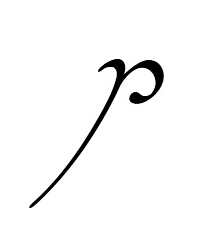
La letra tinco en el modo de la inscripción del anillo único

En quenya significa "metal"
| Predecesor: ninguno | Tinco | Sucesor: Parma |
| ------------------- | ----- | -------------- |

- Datos: Q30919188